# Wymbritseradeel (gemeente 1984-2010)
Wymbritseradeel (uitspraakⓘ) (officieel (Fries): Wymbritseradiel (uitspraakⓘ)) was een plattelandsgemeente in de Nederlandse provincie Friesland die in hoefijzer-vorm rond de gemeente Sneek gelegen was. De voormalige gemeente telde 16.151 inwoners (1 januari 2010, bron: CBS). De hoofdplaats was IJlst.
In de volksmond werd (wordt) vaak gesproken over Wymbrits.

## Geschiedenis
De gemeente Wymbritseradeel was na de gemeentelijke herindeling in Friesland op 1 januari 1984 gevormd door de fusie van de gemeenten IJlst, de oude gemeente Wymbritseradeel en enkele delen van Doniawerstal met de dorpjes Koufurderrige en Smallebrugge en van Wonseradeel met het dorp Greonterp.
Sinds 1986 was de officiële naam van de gemeente het Friestalige Wymbritseradiel. De Nederlandse naam Wymbritseradeel was sindsdien ook wel gebruikt als onderscheid voor de oude gemeente Wymbritseradeel van voor 1984.
Per 1 januari 2011 is de nieuwe gemeente Wymbritseradeel gefuseerd met de gemeenten Bolsward, Nijefurd, Sneek en Wonseradeel. De naam van de nieuwe gemeente is Súdwest-Fryslân.

## Kernen
De voormalige gemeente Wymbritseradeel telde 28 officiële kernen. De hoofdplaats was IJlst, een van de Friese elf steden. De gemeente heeft in de laatste jaren voor de opheffing een besluit ingediend om de Friese plaatsnamen officieel te maken. Een officiële lijst van die Friese plaatsnamen is echter nooit vastgesteld. Mede hierdoor en de fusie (de nieuwe gemeente Súdwest-Fryslân voert een ander beleid ten aanzien van plaatsnamen) is het hele plan onuitgevoerd gebleven.

### Stad en dorpen
Aantal inwoners per woonkern op 1 januari 2009:
| Nederlandse naam | Friese naam   | Inwoners |
| ---------------- | ------------- | -------- |
| IJlst            | Drylts        | 3219     |
| Heeg             | Heech         | 2293     |
| Scharnegoutum    | Skearnegoutum | 1683     |
| Woudsend         | Wâldsein      | 1375     |
| Oppenhuizen      | Toppenhuzen   | 1112     |
| Nijland          | Nijlân        | 1033     |
| Oudega           | Aldegea       | 681      |
| Hommerts         | De Hommerts   | 628      |
| Blauwhuis        | Blauhûs       | 513      |
| Oosthem          | Easthim       | 438      |
| Uitwellingerga   | Twellingea    | 401      |
| Gauw             | Gau           | 360      |
| Folsgare         | Folsgeare     | 335      |
| Jutrijp          | Jutryp        | 320      |
| Gaastmeer        | De Gaastmar   | 287      |
| Abbega           | Abbegea       | 262      |
| Goënga           | Goaiïngea     | 258      |
| Tirns            | Turns         | 179      |
| Wolsum           | Wolsum        | 138      |
| Indijk           | Yndyk         | 123      |
| Koufurderrige    | Koufurderrige | 96       |
| Westhem          | Westhim       | 86       |
| Greonterp        | Greonterp     | 84       |
| Ypecolsga        | Ypekolsgea    | 69       |
| Idzega           | Idzegea       | 28       |
| Tjalhuizum       | Tsjalhuzum    | 25       |
| Sandfirden       | Sânfurd       | 18       |
| Smallebrugge     | Smelbrêge     | 10       |

Bron: Website gemeente Wymbritseradiel

### Buurtschappen
Naast deze officiële kernen bevonden zich in de voormalige gemeente de volgende buurtschappen:
| - Abbegaasterketting (Abbegeasterketting) - Anneburen (Annebuorren) - Draaisterhuizen (Draeisterhuzen) - Feyteburen (Feytebuorren) | - Jouswerd - Kleine Gaastmeer (De Lytse Gaastmar) - Lippenwoude - Lytshuizen | - Nijeklooster (Nykleaster) - Nijezijl (Nijesyl) - Osingahuizen (Osingahuzen) - Piekezijl (Pikesyl) | - Remswerd - Vijfhuis (Fijfhûs) - Vissersburen (Fiskersbuorren) - Wolsumerketting |

## Politiek
Net voor de fusie bestond het college van burgemeester en wethouders  uit:
- Burgemeester: J. (Jacob) Reitsma
- Wethouders:
  - D. Attema (CDA) locoburgemeester
  - G. Gerbrandy (FNP)
  - Mevr. S. Kanselaar (PvdA)
- Gemeentesecretaris: S. Joustra

## Aangrenzende gemeenten
| Aangrenzende gemeenten | Aangrenzende gemeenten | Aangrenzende gemeenten | Aangrenzende gemeenten | Aangrenzende gemeenten |
| ---------------------- | ---------------------- | ---------------------- | ---------------------- | ---------------------- |
| Bolsward               |                        | Littenseradeel         |                        | Sneek Boornsterhem     |
|                        |                        |                        |                        |                        |
| Wonseradeel            | Skarsterlân            |                        |                        |                        |
|                        |                        |                        |                        |                        |
| Nijefurd               |                        | Gaasterland-Sloten     |                        |                        |